# Durward (nome)
Durward  è un nome proprio di persona inglese maschile.

## Origine e diffusione
Il nome deriva da un cognome, che in medio inglese significava "guardiano della porta".
Si tratta di un prenome non largamente diffuso. Il prenome è maggiormente diffuso negli Stati Uniti d'America, dove conobbe il suo periodo di massima popolarità nel primo decennio del XX secolo.

## Onomastico
Inome è adespota. Le persone che portano questo nome possono quindi festeggiare il proprio onomastico il 1º novembre, giorno dedicato alla festa di Ognissanti.

## Persone
- Durward Knowles, velista bahamense